# Klaus Henkes
Klaus Henkes (* 29. Juli 1929 in Görlitz; † 7. März 2003) war ein deutscher Berufssoldat und Offizier. Er war Generalleutnant der Nationalen Volksarmee und Stellvertreter des Ministers für Verkehrswesen und Generaldirektor der Interflug in der Deutschen Demokratischen Republik.

## Leben und Werdegang
Klaus Henkes wurde als Sohn einer Arbeiterfamilie in Görlitz geboren. Dort besuchte er die Schule bis zur achten Klasse und erlernte den Beruf eines Chemielaboranten. Zu Kriegsende kam er in sowjetische Kriegsgefangenschaft, aus der Henkes jedoch schon bald zurückkehrte. 1946 begann er dann eine Ausbildung als Bergmann in Espenhain, wurde im Jahre 1948 Mitglied der SED und war 1949 bereits Brigadier in einem Bergbaubetrieb der SAG Wismut in Johanngeorgenstadt. Nachdem er in dieser Zeit auf dem zweiten Bildungsweg auch die Hochschulreife erreicht hatte, studierte er von 1949 bis 1950 an der Bergakademie Freiberg. Danach war er bis 1952 weiter bei der SAG Wismut beschäftigt.

## Militärische Laufbahn

### Ausbildung und Verwendungen
Klaus Henkes trat am 23. Mai 1952 als Freiwilligenbewerber in die bewaffneten Organe der DDR ein und wurde bis 1953 zum Lehrgang X, dem Sonderlehrgang zur Ausbildung von zukünftigen Militärpiloten der NVA-Luftstreitkräfte (Sysran an der Wolga), kommandiert.
Nach erfolgreichem Abschluss erfolgte bis 1954 die erste Verwendung als Flugzeugführer an der damalige KVP-Dienststelle/Fliegerschule am Flugplatz Bautzen, der späteren Offiziershochschule für Militärflieger.
Von 1954 bis 1955 folgte eine Anschlussverwendung als Hauptnavigator der Verwaltung Aeroklubs, der Vorläuferorganisation des Kommandos LSK/LV.
Im Anschluss wurde er bis 1959 zum Hochschulstudium an die Militärakademie der Luftstreitkräfte der Sowjetunion kommandiert. Nach erfolgreichem Studium wurde er im Kommando LSK/LV bis 1961 als Hauptsteuermann eingesetzt. Danach war er bis 1975 Stellvertreter Chef des Stabes Flugsicherheit und Gefechtsstände (später Stellvertreter Chef des Stabes Flugsicherheit Gefechtsstände und Automatisierung (GSA)) ebenfalls im Kommando LSK/LV in der Barnim-Kaserne zu Strausberg. In dieser Zeit promovierte er zum Dr.rer.mil.
| Vorgänger: N.N. (19.. - 1961) | aktuelle Besetzung Oberst Klaus Henkes (1961–1975) | Nachfolger: Oberst Günter Hiemann (1975 – 2. Okt. 1990) |

Am 1. März 1975 erfolgte seine Ernennung zum Generalmajor.

### Dienst als Generaldirektor der Interflug
1975 wurde Klaus Henkes als Nachfolger von Paul Wilpert zum Stellvertreter des Ministers für Verkehrswesen und Leiter der Hauptabteilung für Zivile Luftfahrt und 1978 als Nachfolger von Kurt Diedrich zum Generaldirektor der Interflug berufen. Am 7. Oktober 1982 wurde er zum Generalleutnant befördert. Henkes wurde am 30. April 1990 in den Ruhestand versetzt.
In Wirtschaftsfragen hatte Henkes als Generaldirektor des Kombinats Interflug auch Anweisungen des ZK-Sekretärs für Wirtschaftsfragen, Günter Mittag zu folgen. Allerdings blieb er auch während seiner Zeit als Generaldirektor als General dem Ministerium für Nationale Verteidigung der DDR unterstellt, von dem er bis zuletzt bezahlt wurde. Der Minister für Verkehrswesen nahm in Hinsicht auf die Weisungsbefugnis auf dessen Stellvertreter Henkes in der Praxis eine eher untergeordnete Rolle ein.

## Nach der Wende
Nach der Wende war Henkes als Berater westlicher Fluggesellschaften bei der Überführung von Fluggesellschaften ehemals sozialistischer Staaten in Privateigentum tätig.

## Orden, Ehrenzeichen und Auszeichnungen
- 1972 Vaterländischer Verdienstorden in Bronze
- Vaterländischer Verdienstorden in Gold
- Kampforden „Für Verdienste um Volk und Vaterland“ in Gold
- Verdienstmedaille der Nationalen Volksarmee in Gold
- 1989 Nationalpreis der DDR III. Klasse für Wissenschaft und Technik